# 32. Berlini Nemzetközi Filmfesztivál
A 32. Berlini Nemzetközi Filmfesztivál 1982. február 12. és 23. között került megrendezésre. Az Arany Medve díjat Rainer Werner Fassbinder filmje, a Veronika Voss vágyakozása nyerte. A fesztivál retrospektív programját Insurrection of Emotions címmel Curtis Bernhardt német filmrendezőnek szentelték, valamint a DEFA-val közreműködve az 50-es és 70-es évek közti gyerekfilmeknek is szerveztek saját programot. Ezen a fesztiválon vezették be a Tiszteletbeli Arany Medve díjat, amivel a filmvilág fontos alakjai előtt tisztelegtek azok kivételes művészi pályafutásáért. Az ideit James Stewartnak díjazták.
Manfred Salzgeber igazgató ezen a fesztiválon vezetett be, amit 1986-ban "Panorama" névre kereszteltek.

## Zsűri
Az alábbi emberek voltak a fesztivál zsűrijének tagjai:
- Joan Fontaine, amerikai színésznő – Zsűrielnök
- Vladimir Baskakov, szovjet filmkészítő, író és politikus
- Brigitte Fossey, francia színésznő
- Joe Hembus, német filmkritikus és filmtörténész
- Lugossy László, magyar rendező
- Gian Luigi Rondi, olasz filmkritikus
- Helma Sanders-Brahms, német rendező, forgatókönyvíró és producer
- Mrinal Sen, indiai rendező, forgatókönyvíró és producer
- David Stratton, ausztrál filmkritikus és filmtörténész

## A fesztivál programja

### Versenyben lévő filmek
Az alábbi filmek voltak versenyben az Arany Medve- és az Ezüst Medve-díjakért:
| Magyar cím                                   | Eredeti cím                     | Rendező                  | Ország                    |
| -------------------------------------------- | ------------------------------- | ------------------------ | ------------------------- |
| A szenzáció áldozata                         | Absence of Malice               | Sydney Pollack           | Amerikai Egyesült Államok |
| An Unsuitable Job for a Woman                | An Unsuitable Job for a Woman   | Chris Petit              | Egyesült Királyság        |
| Beyroutou el lika                            | Beyroutou el lika               | Borhane Alaouié          | Libanon                   |
| Kezesség egy évre                            | Bürgschaft für ein Jahr         | Herrmann Zschoche        | Kelet-Németország         |
| Eine deutsche Revolution                     | Eine deutsche Revolution        | Helmut Herbst            | Nyugat-Németország        |
| Saraba itoshiki daichi                       | さらば愛しき大地                | Mitsuo Yanagimachi       | Japán                     |
| Het meisje met het rode haar                 | Het meisje met het rode haar    | Ben Verbong              | Hollandia                 |
| Az Angyal utcai gyilkosság                   | The Killing of Angel Street     | Donald Crombie           | Ausztrália                |
| L'amour des femmes                           | L'amour des femmes              | Michel Soutter           | Svájc                     |
| Xiang qing                                   | 乡情                            | Hu Bingliu, Wang Jin     | Kína                      |
| Vaskos tréfa                                 | Il Marchese del Grillo          | Mario Monicelli          | Olaszország               |
| Apaszerepben                                 | Muzhiki!                        | Iskra Babich             | Szovjetunió               |
| Tzlila Chozeret                              | צלילה חוזרת                     | Shimon Dotan             | Izrael                    |
| Requiem                                      | Requiem                         | Fábri Zoltán             | Magyarország              |
| Romanze mit Amelie                           | Romanze mit Amelie              | Ulrich Thein             | Kelet-Németország         |
| Hideglelés                                   | Dreszcze                        | Wojciech Marczewski      | Lengyelország             |
| Az együgyű gyilkos                           | Den Enfaldige Mördaren          | Hasse Alfredson          | Svédország                |
| Une étrange affaire                          | Une étrange affaire             | Pierre Granier-Deferre   | Franciaország             |
| Veronika Voss vágyakozása                    | Die Sehnsucht der Veronika Voss | Rainer Werner Fassbinder | Nyugat-Németország        |
| Nihon no atsui hibi bôsatsu: Shimoyama jiken | 日本の熱い日々 謀殺・下山事件   | Kei Kumai                | Japán                     |

### Versenyen kívül
| Magyar cím                               | Eredeti cím                              | Rendező                | Ország                    |
| ---------------------------------------- | ---------------------------------------- | ---------------------- | ------------------------- |
| Ezer milliárd dollár                     | Mille milliards de dollars               | Henri Verneuil         | Franciaország             |
| Butterfly                                | Butterfly                                | Matt Cimber            | Amerikai Egyesült Államok |
| Nagytakarítás                            | Coup de Torchon                          | Bertrand Tavernier     | Franciaország             |
| Großstadtzigeuner                        | Großstadtzigeuner                        | Irmgard von zur Mühlen | Nyugat-Németország        |
| Finom kis korlátolt felelősségű társaság | Feine Gesellschaft – beschränkte Haftung | Ottokar Runze          | Nyugat-Németország        |
| Kraftprobe                               | Kraftprobe                               | Heidi Genée            | Nyugat-Németország        |
| Liebeskonzil                             | Liebeskonzil                             | Werner Schroeter       | Nyugat-Németország        |
| Mégis, kinek az élete?                   | Whose Life Is It Anyway?                 | John Badham            | Amerikai Egyesült Államok |

### Retrospektív és homázs
Az alábbi filmeket vetítették az "Insurrection of Emotions" nevű programban, amit Curtis Bernhardtnak szenteltek:
| Magyar cím                  | Eredeti cím                       | Rendező          | Ország                                        |
| --------------------------- | --------------------------------- | ---------------- | --------------------------------------------- |
| Ellopott élet               | A Stolen Life                     | Curtis Bernhardt | Amerikai Egyesült Államok                     |
| Brummell kapitány           | Beau Brummell                     | Curtis Bernhardt | Egyesült Királyság, Amerikai Egyesült Államok |
| Conflict                    | Conflict                          | Curtis Bernhardt | Amerikai Egyesült Államok                     |
| Barbárok                    | Das letzte Fort                   | Curtis Bernhardt | Németország                                   |
| Bosporusi éjszakák          | Der Mann, der den Mord beging     | Curtis Bernhardt | Németország                                   |
| Szeverin kapitány           | Der Rebell                        | Curtis Bernhardt | Németország                                   |
| Az alagút                   | Der Tunnel                        | Curtis Bernhardt | Németország                                   |
| Devotion                    | Devotion                          | Curtis Bernhardt | Amerikai Egyesült Államok                     |
| Fekete lilom                | Die Frau, nach der man sich sehnt | Curtis Bernhardt | Németország                                   |
| 13 hős                      | Die letzte Kompagnie              | Curtis Bernhardt | Németország                                   |
| Die Waise von Lowood        |                                   | Curtis Bernhardt | Németország                                   |
| Gaby                        | Gaby                              | Curtis Bernhardt | Amerikai Egyesült Államok                     |
| High Wall                   |                                   | Curtis Bernhardt | Amerikai Egyesült Államok                     |
| Félbeszakított dallam       | Interrupted Melody                | Curtis Bernhardt | Amerikai Egyesült Államok                     |
| Juke Girl                   |                                   | Curtis Bernhardt | Amerikai Egyesült Államok                     |
| Kinderseelen klagen euch an | Kinderseelen klagen euch an       | Curtis Bernhardt | Németország                                   |
| Kisses for My President     | Kisses for My President           | Curtis Bernhardt | Amerikai Egyesült Államok                     |
| Lady with Red Hair          |                                   | Curtis Bernhardt | Amerikai Egyesült Államok                     |
| Le Tunnel                   | Le Tunnel                         | Curtis Bernhardt | Franciaország, Németország                    |
| Million Dollar Baby         | Million Dollar Baby               | Curtis Bernhardt | Amerikai Egyesült Államok                     |
| Miss Sadie Thompson         |                                   | Curtis Bernhardt | Amerikai Egyesült Államok                     |
| My Love Came Back           |                                   | Curtis Bernhardt | Amerikai Egyesült Államok                     |
| My Reputation               |                                   | Curtis Bernhardt | Amerikai Egyesült Államok                     |
| Payment on Demand           |                                   | Curtis Bernhardt | Amerikai Egyesült Államok                     |
| Megszállott                 | Possessed                         | Curtis Bernhardt | Amerikai Egyesült Államok                     |
| A felkelő                   | Schinderhannes                    | Curtis Bernhardt | Németország                                   |
| Sirokkó                     | Sirocco                           | Curtis Bernhardt | Amerikai Egyesült Államok                     |
| The Blue Veil               |                                   | Curtis Bernhardt | Amerikai Egyesült Államok                     |
| The Doctor and the Girl     |                                   | Curtis Bernhardt | Amerikai Egyesült Államok                     |

Az alábbi filmeket vetítették az "East German Children's Films" nevű retrospektív programban:
| Magyar cím                    | Eredeti cím                   | Rendező                   | Ország            |
| ----------------------------- | ----------------------------- | ------------------------- | ----------------- |
| Kőszív                        | Das kalte Herz                | Paul Verhoeven            | Kelet-Németország |
| A lovas lány                  | Das Pferdemädchen             | Egon Schlegel             | Kelet-Németország |
| Der tapfere Schulschwänzer    | Der tapfere Schulschwänzer    | Heiner Carow              | Kelet-Németország |
| A két szeleburdi              | Die Fahrt nach Bamsdorf       | Klaus Georgi, Otto Sacher | Kelet-Németország |
| Die Reise nach Sundevit       | Die Reise nach Sundevit       | Heiner Carow              | Kelet-Németország |
| A Nagy Medve fiai             | Die Söhne der großen Bärin    | Josef Mach                | Kelet-Németország |
| Ehret die Frauen              | Ehret die Frauen              | Klaus Georgi, Otto Sacher | Kelet-Németország |
| Ikarusz                       | Ikarus                        | Heiner Carow              | Kelet-Németország |
| Mohr und die Raben von London | Mohr und die Raben von London | Helmut Dziuba             | Kelet-Németország |
| Philipp, der Kleine           | Philipp, der Kleine           | Herrmann Zschoche         | Kelet-Németország |
| Amigo                         | Sie nannten ihn Amigo         | Heiner Carow              | Kelet-Németország |
| Vater als Studienhilfe        | Vater als Studienhilfe        | Otto Sacher               | Kelet-Németország |
| Vaters große Liebe            | Vaters große Liebe            | Klaus Georgi              | Kelet-Németország |
| Vater und die Mathematik      | Vater und die Mathematik      | Otto Sacher               | Kelet-Németország |
| Wie heiratet man einen König? | Wie heiratet man einen König? | Rainer Simon              | Kelet-Németország |

Az alábbi filmeket vetítették a James Stewartnak szentelt retrospektív programban:
| Magyar cím                    | Eredeti cím                      | Rendező         | Ország                    |
| ----------------------------- | -------------------------------- | --------------- | ------------------------- |
| Egy gyilkosság anatómiája     | Anatomy of a Murder              | Otto Preminger  | Amerikai Egyesült Államok |
| Táncra születtem              | Born to Dance                    | Roy Del Ruth    | Amerikai Egyesült Államok |
| Call Northside 777            | Call Northside 777               | Henry Hathaway  | Amerikai Egyesült Államok |
| Asszonylázadás                | Destry Rides Again               | George Marshall | Amerikai Egyesült Államok |
| Az élet csodaszép             | It's a Wonderful Life            | Frank Capra     | Amerikai Egyesült Államok |
| Glenn Miller élete            | The Glenn Miller Story           | Anthony Mann    | Amerikai Egyesült Államok |
| Aki megölte Liberty Valance-t | The Man Who Shot Liberty Valance | John Ford       | Amerikai Egyesült Államok |
| A meztelen nyom               | The Naked Spur                   | Anthony Mann    | Amerikai Egyesült Államok |
| Philafelphiai történet        | The Philadelphia Story           | George Cukor    | Amerikai Egyesült Államok |
| Saroküzlet                    | The Shop Around the Corner       | Ernst Lubitsch  | Amerikai Egyesült Államok |
| A St. Louis-i lélek           | The Spirit of St. Louis          | Billy Wilder    | Amerikai Egyesült Államok |
| A Stratton történet           | The Stratton Story               | Sam Wood        | Amerikai Egyesült Államok |
| A 73-as winchester            | [Winchester '73                  | Anthony Mann    | Amerikai Egyesült Államok |

A retrospektívban Walter Ruttmann 1927-es filmje, a Berlin, egy nagyváros szimfóniája is műsoron volt.

## Győztesek
- Arany Medve: Veronika Voss vágyakozása (Rainer Werner Fassbinder)
- Zsűri Nagydíja: Hideglelés (Wojciech Marczewski)
- Ezüst Medve díj a legjobb rendezőnek: Mario Monicelli (Vaskos tréfa)
- Ezüst Medve díj a legjobb színésznőnek: Katrin Sass (Kezesség egy évre)
- Ezüst Medve díj a legjobb színésznek: 
  - Michel Piccoli (Une étrange affaire)
  - Stellan Skarsgård (Az együgyű gyilkos)
- Ezüst Medve díj a kiemelkedő művészi teljesítményért: Fábri Zoltán (Requiem)
- Tiszteletbeli említés:
  - Apaszerepben
  - A szenzáció áldozata
  - Az Angyal utcai gyilkosság
- Tiszteletbeli Arany Medve
  - James Stewart
- FIPRESCI-díj
  - Hideglelés (Wojciech Marczewski)

## Fordítás
- Ez a szócikk részben vagy egészben  a(z)   32nd Berlin International Film Festival című angol Wikipédia-szócikk fordításán alapul.  Az eredeti cikk szerkesztőit annak laptörténete sorolja fel. Ez a jelzés csupán a megfogalmazás eredetét és a szerzői jogokat jelzi, nem szolgál a cikkben szereplő információk forrásmegjelöléseként.